# Módulo de Cañón de Artillería
El módulo de cañón de artillería (en inglés: Artillery Gun Module, AGM, en alemán: Artillerie-Geschütz-Modul) es un obús autopropulsado portátil de 155 mm diseñado por Krauss-Maffei Wegmann. Se basa en la tecnología utilizada en el sistema Panzerhaubitze 2000 (PzH 2000) del ejército alemán, para proporcionar artillería autopropulsada más portátil y transportable en aviones Airbus A400.
El sistema es totalmente autónomo, con la tripulación sentada en la cabina, con prestaciones similares al PzH 2000, pero con costes, niveles de tripulación y peso reducidos. El AGM utiliza el ordenador de control de tiro balístico PzH 2000 con núcleo balístico de armamento de la OTAN integrado y el sistema de mando y control de artillería Krauss-Maffei Wegmann. Es un sistema modular, el módulo del arma se puede montar sobre un chasis con orugas o con ruedas. Los costes se pueden reducir instalándolo en el chasis adecuado que elija el usuario. Los vehículos de desarrollo actuales utilizan un chasis MLRS. Una unidad de potencia auxiliar independiente del vehículo (que permite utilizar el arma con el motor del portaaviones apagado) y una unidad de referencia inercial con un sistema de posicionamiento global (GPS) están instaladas. Durante las pruebas realizadas en 2006, un vehículo de demostración disparó una andanada de diez proyectiles de 155 mm en 2 minutos y 19 segundos con una tripulación de dos personas sentadas en la cabina protegida totalmente blindada.